# ريم الإبراهيمي
الأميرة ريم الإبراهيمي (1969 -)، هي ابنة الأخضر الإبراهيمي وزير الخارجية الجزائري الأسبق والمبعوث الخاص السابق لأمين عام الأمم المتحدة في سوريا، وزوجة الأمير علي بن الحسين ابن الملك حسين ملك الأردن الراحل والأخ غير الشقيق للملك عبد الله الثاني.

## التحصيل الأكاديمي
- بكالوريوس في الجغرافيا في عام 1990
- ماجستير في الأدب الإنجليزي من جامعة السوربون في باريس.
- دبلوم الدراسات المتقدمة في العلوم السياسيّة من معهد الدراسات السياسيّة في باريس
- ماجستير الصحافة في عام 1994 من جامعة كولومبيا .

## أعمالها في الأردن
- أسست معهد الإعلام الأردني، وهو مؤسسة غير ربحية وتهدف إلى إنشاء مركز التميز العربي للصحافة.[1]
- منذ عام 2005 وهي تشغل منصب عضو في مجلس مفوضي الهيئة الملكية الأردنية للأفلام.
- رئيس مهرجان عمّان السينمائي الدولي "AIFF" منذ عام 2017.[2]

## الجوائز
- في أبريل / نيسان 2011 حصلت الأميرة ريم علي على جائزة الخرّيجين الفخريّة من كليّة الصحافة في جامعة كولومبيا.[3]
- في يوليو / تموز جائزة أفضل صحافية دولية في الدورة الثانية والثلاثين لتوزيع جوائز إيشيا الدولي للصحافة، والتي تُعدُّ واحدةً من أشهر الجوائز الصحفيّة في مهرجان جزيرة إسكيا الإيطالية للصحافة الدولي »في إيطاليا.[3]
- في 20 سبتمبر 2011 قلدت وسام جوقة الشرف برتبة فارس من قبل السفيرة الفرنسية في الأردن وذلك تقديرًا لمسيرتها في المجال الصحفي.[4]
- في أكتوبر 2012، منح منتدى المفكّرين العالميّين الأميرة ريم علي جائزة التميّز في الإعلام.
- في نوفمبر 2013 منحت جامعة كوفنتري البريطانية الأميرة ريم علي درجة الدكتوراه الفخرية في الآداب، لمساهمتها الفعالة في مجال الصحافة والإعلام.[5]
- في نوفمبر2017 منحت مؤسّسة America Abroad Media ، جائزتها السنويّة إلى الأميرة ريم علي، لدورها المهمّ في الإعلام، وذلك خلال حفل توزيع جوائز "Power of Film" السنويّ الخامس في العاصمة الأميركيّة واشنطن، وهي الجائزة التي تُمنَح إلى القادة المؤثّرين في حقل الإعلام لدورهم البارز في توظيف قوّة وسائل الإعلام في ميدان الحريّات، والتثقيف، والتمكين.
- في أبريل 2018 منحت وسام الأمير هنري الملاح من قبل الرئيس البرتغالي مارسيلو ريبيلو دي سوزا تقديراً لجهودها في مجال الثقافة والتبادل الثقافي.[6]

## الحياة العملية
تبوأت الأميرة ريم علي مكانة بارزة على خريطة الإعلام العالميّ، حيث كان حضورها الإعلاميّ لافتاً للنظر إلى جانب نخبةٍ من المذيعين الدوليّين في محطة "سي إن إن". بدأت العمل مُنتجةً ومُعدّةً في عام 1998، وخلال الفترة من عام 2001 حتى عام 2004، عملت مراسلةً ميدانيّة للمحطّة العالميّة في بغداد. وقد تنوّعت خبراتها العمليّة واكتسبت رؤية عالميّة للكيفيّة التي ينبغي أن يكون عليها الإعلام الحديث، وذلك من خلال عملها في عدد من وسائل الإعلام العريقة، مثل: بي بي سي، وتلفزيون دبي، وتلفزيون بلومبرج، وراديو مونت كارلو موين أورينت، بالإضافة إلى يونايتد برس إنترناشونال- يو بي آي.

## الحياة الشخصية
في 7 سبتمبر 2004 عقد قرانها على الأمير علي بن الحسين نجل ملك الأردن السابق، ومنحها الملك عبد الله الثاني لقب أميرة لتلقب بالأميرة ريم علي، ولهما من الأبناء:
- الأميرة الجليلة (ولدت في 16 سبتمبر 2005)،
- الأمير عبد الله (ولد في 19 مارس 2007).

تتقن ثلاث لغات إلى جانب اللغة العربية، وهي الإنجليزية والفرنسية والإيطالية.